# Accademia internazionale per la lotta alla corruzione
L´Accademia internazionale per la lotta alla corruzione (IACA, dall´inglese International Anti-Corruption Academy), situata nei pressi di Vienna, in Austria, è un'organizzazione internazionale che si propone di contribuire alla lotta contro la corruzione, offrendo opportunità per la formazione a esperti e professionisti in diversi settori della società. In totale, l´organizzazione comprende 75 stati membri e altre quattro organizzazioni internazionali.

## Storia
L'Accademia internazionale per la lotta alla corruzione nasce per iniziativa congiunta dell´Ufficio delle Nazioni Unite per il controllo della droga e la prevenzione del crimine, l´Ufficio europeo per la lotta antifrode e la Repubblica d´Austria; e si basa su un accordo multilaterale tra queste. L´Accademia è stata inaugurata durante la conferenza dal titolo “Da visione a realtà”, tenutasi presso l´Hofburg di Vienna, il 2 e 3 settembre del 2010. Per l´occasione, si sono riuniti più di mille rappresentanti provenienti dagli oltre 120 Stati membri delle Nazioni Unite e dalle altre organizzazioni internazionali; e il segretario generale delle Nazioni Unite, Ban Ki-moon, in qualità di ospite d´onore. Durante la conferenza, ben trentacinque paesi delle Nazioni Unite e un'organizzazione internazionale firmarono l´accordo per lo stabilimento dell´Accademia Internazionale per la lotta alla Corruzione. Entro la fine del 2010, l´Accademia comprendeva già cinquantacinque stati membri. Dall´8 marzo del 2011, l´Accademia è un'organizzazione internazionale autonoma, che oggi comprende 61 membri e possiede status di osservatore presso il Consiglio economico e sociale delle Nazioni Unite e il Gruppo di Stati contro la corruzione (GRECO).

## Educazione e cooperazione
L'Accademia internazionale per la lotta alla corruzione offre seminari, corsi di formazione, programmi accademici e un corso di laurea specialistica in studi per la lotta alla corruzione. Offre inoltre corsi di formazione su richiesta e coopera nello sviluppo di programmi educativi con molti altri istituti e organizzazioni tra cui, il Programma delle Nazioni Unite per lo sviluppo e l'Organizzazione per l'alimentazione e l'agricoltura. L'Accademia lavora a stretto contatto con organizzazioni governative e non governative. Ha infatti concluso accordi con l'Organizzazione per la sicurezza e la cooperazione in Europa, la Banca Mondiale e l'Organizzazione degli Stati americani.

## Governo
L'Accademia internazionale per la lotta alla corruzione è diretta da una commissione provvisoria, rappresentante tutti i membri dell'organizzazione. Tale commissione provvisoria sostiene le attività dell'Accademia, e s'impegna a garantire l'attuazione effettiva di tutte le funzioni dell'organizzazione. Nel 2012, la commissione provvisoria si prepara per la prima assemblea delle Parti. Un team interinale gestisce il lavoro quotidiano di amministrazione, sviluppo e preparazione di eventi e attività dell'Accademia nell'ambito educativo.